# Josine des Cressonnières
Josine des Cressonnières (Brussel, 1926 – Linkebeek, 1985) speelde een centrale rol in de naoorlogse designwereld als promotor, curator en beleidsmaker.

## Biografie
Na haar studies kunstgeschiedenis startte ze als styliste op de meubelafdeling van warenhuis Innovation. In 1956 werd ze secretaris-generaal van de designprijs Het Gouden Kenteken en vanaf 1961 van het Instituut voor Industriële Vormgeving. Ze was medeoprichter en directeur van het Brusselse Design Centre, dat in 1964 de deuren opende in de Ravensteingallerij ter promotie van Belgisch design. Josine des Cressonnières was ook internationaal actief: ze zetelde in jury's, gaf lezingen en adviseerde overheden en bedrijven in het buitenland. Dankzij haar tussenkomst opende in het Brussels Design Centre een tentoonstelling over Sovjet-design in het midden van de Koude Oorlog. Tussen 1961 en 1977 bekleedde ze de invloedrijke positie van secretaris-generaal van de International Council of Societies of Industrial Design.